# Сулубулак
Сулубулак (каз. Сұлубұлақ, до 2008 г. — Чкалово) — село в Жетысайском районе Туркестанской области Казахстана. Входит в состав сельского округа Шаблана Дильдабекова. Код КАТО — 514449900.

## Население
В 1999 году население села составляло 898 человек (467 мужчин и 431 женщина). По данным переписи 2009 года, в селе проживало 1012 человек (519 мужчин и 493 женщины).